# Jules Hardouin-Mansart
Jules Hardouin-Mansart (ur. 16 kwietnia 1646 w Paryżu, zm. 11 maja 1708 w Marly-le-Roi) – francuski architekt, właściwy twórca rozbudowanego pałacu w Wersalu. Jeden z czołowych twórców francuskiego klasycyzmu.

## Życiorys
Był ciotecznym wnukiem architekta François Mansarta. W 1675 został architektem króla, a w 1685 pierwszym architektem. Od 1699 był nadintendentem budowli królewskich.

## Główne dzieła
- pałac w Wersalu: oba skrzydła Dziedzińca Ministrów w tym Galeria Zwierciadlana i kaplica oraz pałacyk Grand Trianon w ogrodzie wersalskim[1]
- pałac w Marly (razem z Robertem de Cotte)
- pałac w Meudon[1]
- Kościół Inwalidów[1]
- Place Vendôme w Paryżu[1]
- Place des Victoires w Paryżu
- Place des États w Dijon

## Uczniowie, współpracownicy i kontynuatorzy
- Pierre Cailleteau (1655-1724) nazywany „Lassurance”
- Robert de Cotte (1656–1735)
- Claude Audran III (1657–1734)
- Germain Boffrand (1667–1754)
- Gilles-Marie Oppenord (1672–1742)